# Liste der Nummer-eins-Hits in den Niederlanden (1961)
Diese Liste enthält alle Nummer-eins-Hits in den Niederlanden im Jahr 1961. Es gab in diesem Jahr neun Nummer-eins-Singles.
| Singles |
| --- |
| - Elvis Presley – It’s Now or Never - 3 Wochen (24. Dezember 1960 – 13. Januar 1961, insgesamt 10 Wochen; → 1960) - The Blue Diamonds – Ramona (englisch) - 2 Wochen (14. Januar – 27. Januar, insgesamt 8 Wochen; → 1960) - The Drifters – Save the Last Dance for Me - 4 Wochen (28. Januar – 24. Februar) - Elvis Presley – Wooden Heart (muss i denn ...) - 7 Wochen (25. Februar – 14. April) - Edith Piaf – Non, je ne regrette rien - 4 Wochen (15. April – 12. Mai, insgesamt 5 Wochen) - The String-A-Longs – Wheels - 5 Wochen (13. Mai – 16. Juni, insgesamt 11 Wochen) - Edith Piaf – Non, je ne regrette rien - 1 Woche (17. Juni – 23. Juni, insgesamt 5 Wochen) - The String-A-Longs – Wheels - 6 Wochen (24. Juni – 4. August, insgesamt 11 Wochen) - Ricky Nelson – Hello Mary Lou - 7 Wochen (5. August – 22. September) - Johnny Hoes – Ook was ik maar bij moeder thuis gebleven - 12 Wochen (23. September – 15. Dezember) - Eddie Hodges – I'm Gonna Knock On Your Door - 7 Wochen (16. Dezember 1961 – 2. Februar 1962) |